# Saison 15 des Mystères de l'amour
Chronologie
Saison 14 Saison 16
La quinzième saison des Mystères de l'amour, série télévisée française créée par Jean-François Porry, est diffusée sur la chaîne TMC du 30 avril 2017 au 8 octobre 2017.

## Synopsis de la saison
Un terrible accident a eu lieu, toute la bande se retrouve et une décision radicale va être prise.

## Distribution

### Acteurs principaux (dans l'ordre d'apparition au générique)
- Hélène Rollès : Hélène Vernier/Girard
- Patrick Puydebat : Nicolas Vernier
- Philippe Vasseur : José Da Silva
- Cathy Andrieu : Cathy Da Silva
- Richard Pigois : John Greyson
- Laly Meignan : Laly Polleï
- Elsa Esnoult : Fanny Greyson
- Sébastien Roch : Christian Roquier
- Tom Schacht : Jimmy Werner
- Laure Guibert : Bénédicte Breton
- Macha Polikarpova : Olga Poliarva
- Carole Dechantre : Ingrid Soustal
- Magali Semetys : Marie Dumont
- Marjorie Bourgeois : Stéphanie Dorville
- Serge Gisquière : Peter Watson
- Miglė Rim : Valentina Watson/Douchkala (épisodes 18 à 26)
- Angèle Vivier : Aurélie Breton
- Tony Mazari : Hugo Sanchez (à partir de l'épisode 8)
- Ambre Rochard : Mélanie (à partir de l'épisode 18)
- Lakshan Abenayake : Rudy Ayake
- Marion Huguenin : Chloé Roquier/Girard
- Jean-Baptiste Sagory : Sylvain Pottier (à partir de l'épisode 18)
- Manon Schraen : Léa Werner
- Sowan Laube : Erwan Watson
- Maéva El Aroussi : Gwen Watson

Anciens
- Frédéric Attard : Anthony Maugendre (Épisodes 1 à 7)
- Michel Robbe : Jean-Paul Lambert (Épisodes 1 à 7, crédité au générique mais n'apparaît dans aucun épisode)
- Valentin Byls : Nicky McAllister Vernier (Épisodes 1 à 17)

### Acteurs récurrents
- Dan Simkovitch : Georgette Bellefeuille, alias Rosa Sanchez, la mère d'Hugo
- Aline Hamou : Tatiana, la sœur de Valentina
- Elliot Delage : Julien Da Silva
- Grégory Di Meglio : Bruno
- Xavier Delarue : Antoine Valès
- Jean-Luc Voyeux : Guéant
- Julie Chevallier : Béatrice Guttolescu
- Jérémy Azoulay : Roméo
- Charlène François : Sophie, l'ex d'Hugo
- Romain Lechevalier : Brice, le frère de Sophie
- Dejan Stankovic : Boris (Le Caucasien)
- Manon Allender : la compagne de Roméo
- Emma-Louise Jacquemain : Ninon
- Richard Gallet : Richard, l'ingénieur du son

### Acteurs invités
- Rochelle Redfield : Johanna McCormick
- Alexandra Campanacci : Carine
- Marine Voyeux : Mélissa
- Lionel Delcroix  : Lionel
- Aymeric Bonnery : Aymeric
- David Saura : Martin, le producteur
- Olivier Quéméner : Olivier Morvan, le journaliste d'Info France
- Stephen Manas : Stephen
- Tony Leprince : l'ex de Bruno

## Production
À partir de l'épisode 8, Frédéric Attard (Anthony) et Michel Robbe (Jean-Paul) n'apparaissent plus au générique de la saison, mais Tony Mazari (Hugo) intègre le générique.
Lors de l'épisode 18 marquant la rentrée 2017, le générique est complètement refait où Miglé Kim (Valentina), Jean-Baptiste Sagory (Sylvain) et Ambre Rochard (Mélanie) intègrent pour la première fois la distribution principale, tandis que Valentin Byls (Nicky) quittant la série n’apparaît pas dans le nouveau générique.

## Liste des épisodes
1. Histoires de sœurs
2. Effet de surprise
3. Fatale imprudence
4. Serial killeuse
5. Salades russes
6. Amours dangereux
7. Départ et renaissance
8. Ranimer le passé
9. Mémoire incertaine
10. Vœux et aveux
11. Départs imminents
12. Souvenirs souvenirs
13. Pièges et aveux
14. Cette musique en moi
15. Marignan
16. Réveils difficiles
17. Parce que c'est toi
18. Retour de Vacances
19. Désespoirs amoureux
20. Inquiétante vision
21. Une fin tragique
22. Un ange passe
23. Identification
24. Espoirs déçus
25. Aveux surprenants
26. Un air de Tennessee